# Umberto Contarello
Umberto Contarello (Padova, 13 luglio 1958) è uno sceneggiatore e scrittore italiano.

## Biografia
Nato a Padova, Contarello si laurea in Filosofia della scienza presso l'Università degli Studi di Padova. Nel 1979, al termine degli anni di piombo, è segretario della sezione padovana della Federazione Giovanile Comunisti Italiani, rimanendo iscritto al partito sino al 1982.
È stato dirigente della federazione comunista italiana locale durante gli anni di piombo. Laureato in Filosofia della scienza, con Carlo Mazzacurati e Enzo Monteleone amici di lunga data, decide di andare a Roma per provare a dare senso alla passione per il cinema.
Nella sua carriera ha collaborato con Gabriele Salvatores, Gianni Amelio, Giuseppe Piccioni, Carlo Mazzacurati, Fabrizio Bentivoglio, Michele Placido e Paolo Sorrentino.
La sceneggiatura del suo primo film importante Marrakech Express, di Gabriele Salvatores, è stata scritta nel 1989 insieme ad Enzo Monteleone e a Carlo Mazzacurati. Quando quest'ultimo passa alla regia la collaborazione prosegue con Il toro (1994), con Vesna va veloce (1996), che affronta il tema dell'immigrazione est-europea, e con La lingua del santo (2000), riproposizione della commedia all'italiana. Collabora ancora con Giuseppe Piccioni (Luce dei miei occhi, 2001), con Michele Placido (Ovunque sei, 2004) e con Fabrizio Bentivoglio, tornato alla regia, per Lascia perdere, Johnny! (2007), romanzo di formazione ambientato nel sottobosco musicale della provincia campana degli anni settanta.
Ha lavorato anche in televisione, scrivendo la sceneggiatura di  La piovra 7 e il soggetto di  La piovra 8, L'ispettore Coliandro e  Rino Gaetano - Ma il cielo è sempre più blu. Dal suo romanzo (Una questione di cuore) viene tratto l'omonimo film di Francesca Archibugi.
Ha recitato in piccole parti in Caro diario (1993) di Nanni Moretti, in un cameo in cui interpreta il traduttore dei medici cinesi - e in Il divo (2008) di Paolo Sorrentino, in cui interpreta un veemente politico in parlamento.
Per la sceneggiatura di This Must Be the Place (2011), scritta insieme al regista Paolo Sorrentino, vince nel 2012 il David di Donatello per la migliore sceneggiatura.
Nel 2012 ha partecipato alla sceneggiatura di Io e te, con Niccolò Ammaniti, Francesca Marciano e il regista Bernardo Bertolucci
Ha partecipato insieme al regista Paolo Sorrentino e con Tony Grisoni e Stefano Rulli alla sceneggiatura di The Young Pope, serie televisiva prodotta da Sky nel 2016. Nel 2018, sempre insieme a Sorrentino, cura la sceneggiatura del film Loro.
Nel 2023 ha vinto il Premio Penisola Sorrentina alla carriera.

## Filmografia parziale

### Regia
- L'infinito (2025)

### Soggetto
- Marrakech Express, regia di Gabriele Salvatores (1989)
- Il toro, regia di Carlo Mazzacurati (1994)
- La piovra 8 - Lo scandalo (1997) - Miniserie TV
- Lascia perdere, Johnny!, regia di Fabrizio Bentivoglio (2007)
- Questione di cuore, regia di Francesca Archibugi (2009)
- La passione, regia di Carlo Mazzacurati (2010)

### Sceneggiatore
- Marrakech Express, regia di Gabriele Salvatores (1989)
- Il toro, regia di Carlo Mazzacurati (1994)
- La piovra 7 - Indagine sulla morte del commissario Cattani (1995) - Miniserie TV
- Vesna va veloce, regia di Carlo Mazzacurati (1996)
- Il carniere, regia di Maurizio Zaccaro (1997)
- Un uomo perbene, regia di Maurizio Zaccaro (1999)
- Metronotte, regia di Francesco Calogero (2000)
- La lingua del santo, regia di Carlo Mazzacurati (2000)
- Luce dei miei occhi, regia di Giuseppe Piccioni (2001)
- Ovunque sei, regia di Michele Placido (2004)
- La stella che non c'è, regia di Gianni Amelio (2006)
- Lascia perdere, Johnny!, regia di Fabrizio Bentivoglio (2007)
- La passione, regia di Carlo Mazzacurati (2010)
- This Must Be the Place, regia di Paolo Sorrentino (2011)
- Il segreto dell'acqua, regia di Renato De Maria (2011) - miniserie tv
- Io e te, regia di Bernardo Bertolucci (2012)
- La grande bellezza, regia di Paolo Sorrentino (2013)
- Loro, regia di Paolo Sorrentino (2018)
- Il vizio della speranza, regia di Edoardo De Angelis (2018)
- Tutto il mio folle amore, regia di Gabriele Salvatores (2019)
- Il ritorno di Casanova, regia di Gabriele Salvatores (2023)
- L'infinito, regia di Umberto Contarello (2025)

### Attore
- Caro diario, regia di Nanni Moretti (1993)
- La scuola, regia di Daniele Luchetti (1995)
- Zeldman, regia di Cosimo Messeri  (2006)
- L'infinito, regia di Umberto Contarello (2025)

## Pubblicazioni
- Umberto Contarello, Franco Bernini, Carlo Mazzacurati, La lingua del santo: sceneggiatura dell'omonimo film di Mazzacurati, Mantova, Circolo del cinema, 2001, ISBN 88-87123-16-0.
- Umberto Contarello, Michele Placido, Ovunque sei, Venezia, Marsilio, 2004, ISBN 88-317-8502-8.
- Umberto Contarello, Linda Ferri, Giuseppe Piccioni, Luce dei miei occhi: sceneggiatura originale dell'omonimo film di Giuseppe Piccioni, Mantova, Publi Paolini, 2005.
- Umberto Contarello, Una questione di cuore, Milano, Feltrinelli, 2005, ISBN 88-07-01675-3. vincitore del Premio Giuseppe Berto per l'Opera Prima[3].
- Umberto Contarello, Gianni Amelio, La stella che non c'è, Venezia, Marsilio, 2006, ISBN 88-317-9033-1.
- Umberto Contarello, Paolo Sorrentino, La grande bellezza, Milano, Skira, 2013, ISBN 978-88-572-2014-7.

## Premi e riconoscimenti
- David di Donatello
  - 1997 – Candidatura alla migliore sceneggiatura per Il carniere
  - 2012 – Migliore sceneggiatura per This Must Be the Place
  - 2013 – Candidatura alla migliore sceneggiatura per Io e te
  - 2014 – Candidatura alla migliore sceneggiatura per La grande bellezza
- Ciak d'oro
  - 1997 – Candidatura alla migliore sceneggiatura per Il carniere
  - 2014 – Candidatura alla migliore sceneggiatura per La grande bellezza
- European Film Awards
  - 2013 – Candidatura alla miglior sceneggiatura per La grande bellezza
- Globo d'oro
  - 2013 – Candidatura alla migliore sceneggiatura per Io e te
- Hollywood Film Festival
  - 2013 – Miglior sceneggiatura emergente per La grande bellezza
- Nastro d'argento
  - 2012 – Candidatura alla migliore sceneggiatura per This Must Be the Place
  - 2013 – Candidatura alla migliore sceneggiatura per La grande bellezza
  - 2018 – Migliore sceneggiatura per Loro 2
  - 2019 – Candidatura alla migliore sceneggiatura per Il vizio della speranza
  - 2020 – Candidatura alla migliore sceneggiatura per Tutto il mio folle amore
  - 2025 – Candidatura a miglior regista esordiente per L'infinito